# Rennie Harrison
Rennie Harrison là một cầu thủ bóng đá từng thi đấu một trận cho Huddersfield Town tại Football League ở mùa giai 1919–20. Ông thi đấu ở vị trí hậu vệ.
Harrison sinh năm 1897 ở Burnley, và giải nghệ vào tháng 10 năm 1920.